# El Samraa
 (janvier 2017).
El Samraa, El Samrah ou Sumra (arabe : السمرة) est une jument arabe grise truitée de la lignée Saglawi, née parmi une tribu bédouine nomade à Saqlawiyah, au centre de l'Irak, en 1924. Elle a séjourné dans le haras privé du roi Fouad Ier d'Égypte, au Caire, à partir de 1931. Considérée comme une Al Khamsa, une jument de lignée pure, elle a plus de 15 000 descendants, principalement dans la lignée « pure égyptienne », connus sous le nom de « famille d′El Samraa ».

## Histoire

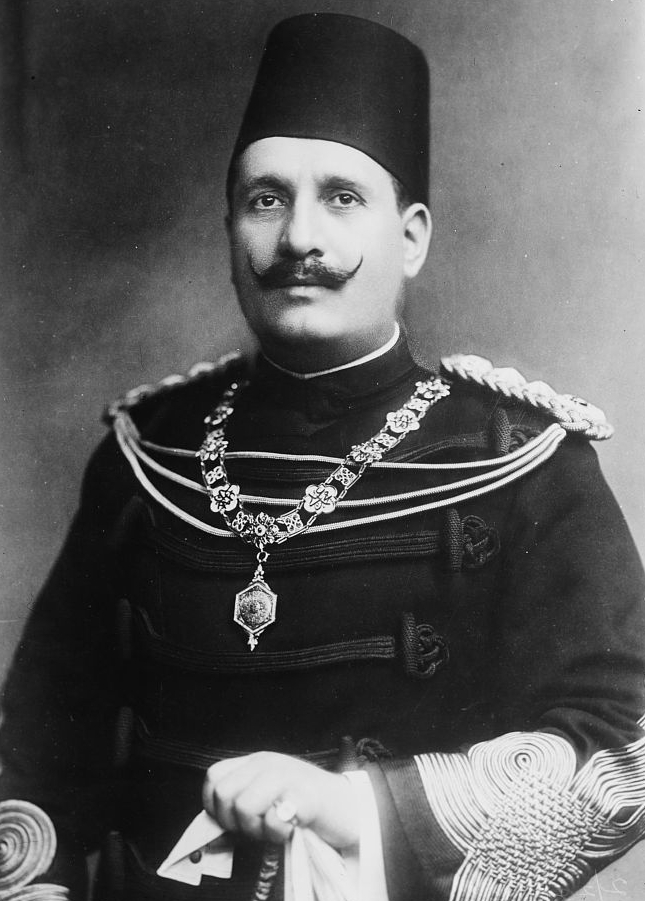
Fouad Ier, propriétaire d'El Samraa à partir de 1931.

El Samraa est née en 1924 parmi des bédouins du clan Zawba, membres de la tribu Chammar, dans la ville irakienne de Saqlawiyah, nommée d'après sa lignée. L'éleveur originel, le Chammar Zawba Cheikh Omar Abd El Hafiz, présente sa jument au Caire en 1931 devant le sultan Fouad Ier d'Égypte, qui l'acquiert pour son haras privé Inshass. Le nom El Samraa/Sumra fait référence aux notions de doux, de léger, et à une couleur bronzée. Elle porte le numéro 13 dans le registre d'élevage du haras d'Inshass.

## Pedigree
Les noms de son père, Hab El Rih, et de sa mère, Bint El Sheik, ne sont pas réellement des noms mais des phrases poétiques en arabe qui les désignent comme « Asil », c'est-à-dire de race pure, signifiant respectivement « Souffle du vent » et « Fierté de son maître ».
Son père est un étalon de lignée Kuhaylan (Ajuz), sa mère une Saqlawiyah (Jedraniyah). Hab El Rih est un étalon Pur-sang arabe gris né en 1920. Sa mère Bint El Sheik est parfois désignée comme alezane, parfois comme une jument grise née en 1918.

## Descendants
El Samraa a eu de nombreux descendants, désignés comme étant « la famille d′El Samraa »,. Ces descendants incluent notamment Sameh, un étalon gris né en 1945, petit-fils d'El Samraa. En 2010, le nombre total de ses descendants est estimé être de 15 860.